# カーバー郡 (ミネソタ州)
カーバー郡（英: Carver County）は、アメリカ合衆国ミネソタ州の郡である。人口は10万6922人。郡庁所在地はチャスカであり、同郡で人口最大の都市である。カーバー郡は探検家ジョナサン・カーバーに因んで名付けられた。ミネアポリス・セントポール都市圏に含まれる。

## 地理
アメリカ合衆国国勢調査局に拠れば、郡域全面積は376.15平方マイル (974.2 km2)であり、このうち陸地357.04平方マイル (924.7 km2)、水域は19.11平方マイル (49.5 km2)で水域率は5.08％である。

### 湖
カーバー郡には52の湖がある。

### 主要高規格道路
| - アメリカ国道212号線 - ミネソタ州道5号線 - ミネソタ州道7号線 - ミネソタ州道25号線 | - ミネソタ州道41号線 - ミネソタ州道284号線 |

### 隣接する郡

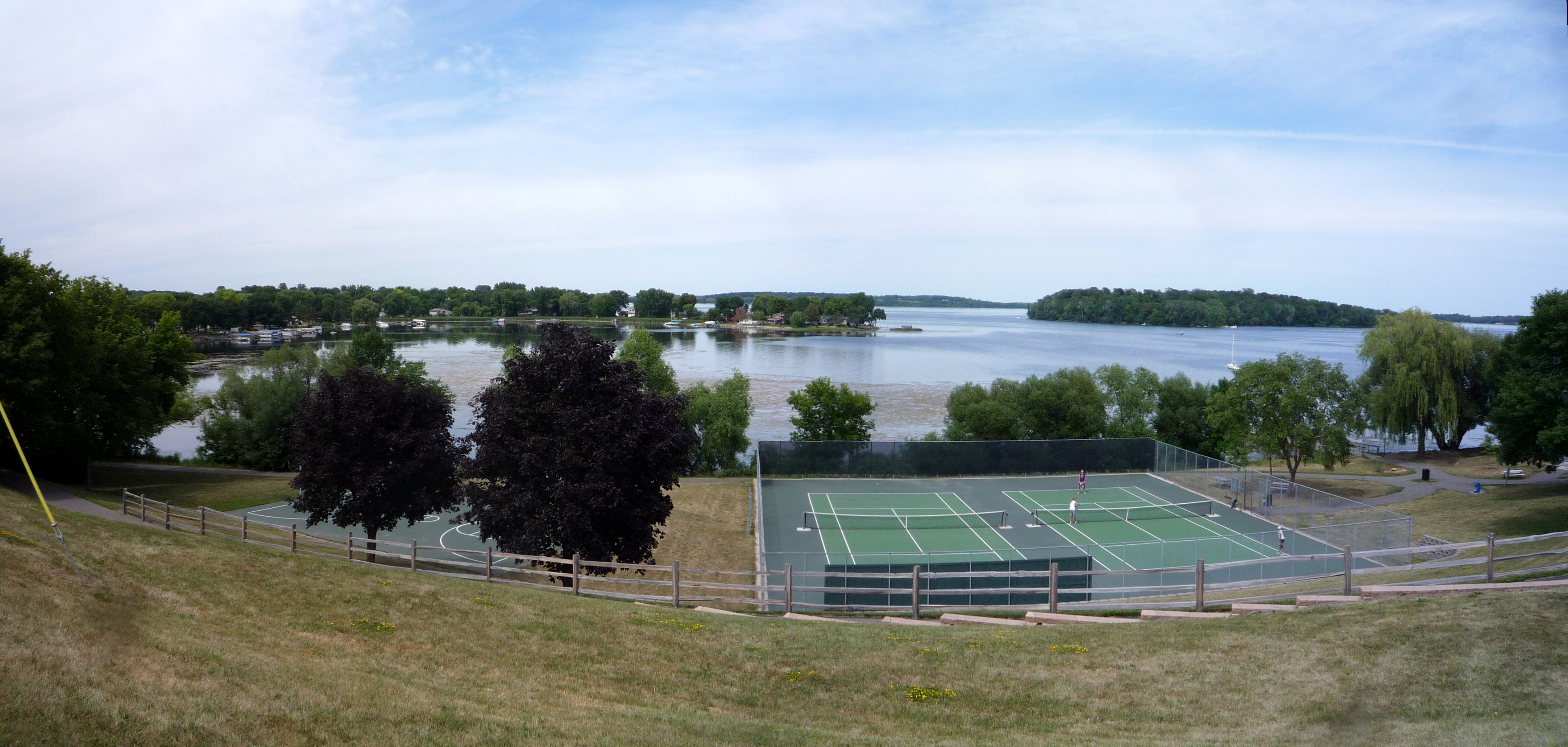
ワコニア湖

- ライト郡 - 北
- ヘネピン郡 - 北東
- スコット郡 - 南東
- シブリー郡 - 南西
- マックロード郡 - 西

### 国立保護地域
- ミネソタバレー国立野生生物保護区（部分）

## 人口動態

2000人口ピラミッド

以下は2000年国勢調査による人口統計データである。
| 基礎データ - 人口: 70,205人 - 世帯数: 24,356 世帯 - 家族数: 18,778 家族 - 人口密度: 76人/km2（197人/mi2） - 住居数: 24,883軒 - 住居密度: 27軒/km2（70軒/mi2） 人種別人口構成 - 白人: 95.95% - アフリカン・アメリカン: 0.59% - ネイティブ・アメリカン: 0.18% - アジア人: 1.56% - 太平洋諸島系: 0.01% - その他の人種: 0.87% - 混血: 0.82% - ヒスパニック・ラテン系: 2.55% 先祖による構成 - ドイツ系：44.3％ - ノルウェー系：12.1％ - アイルランド系：7.1％ - スウェーデン系：6.2％ 年齢別人口構成 - 18歳未満: 31.5% - 18-24歳: 6.9% - 25-44歳: 34.7% - 45-64歳: 19.5% - 65歳以上: 7.5% - 年齢の中央値: 34歳 - 性比（女性100人あたり男性の人口） - 総人口: 100.0 - 18歳以上: 98.0 | 世帯と家族（対世帯数） - 18歳未満の子供がいる: 45.2% - 結婚・同居している夫婦: 66.4% - 未婚・離婚・死別女性が世帯主:7.3% - 非家族世帯: 22.9% - 単身世帯: 18.1% - 65歳以上の老人1人暮らし: 6.1% - 平均構成人数 - 世帯: 2.84人 - 家族: 3.26人 収入と家計 - 収入の中央値 - 世帯: 65,540米ドル - 家族: 73,577米ドル - 性別 - 男性: 47,271米ドル - 女性: 32,107米ドル - 人口1人あたり収入: 28,486米ドル - 貧困線以下 - 対人口: 3.5% - 対家族数: 2.3% - 18歳未満: 3.6% - 65歳以上: 6.9% |

## 都市と郡区
| 都市                                                                          | 都市                                                                                                  | 郡区                                                           | 郡区                                                                             | 未編入の町                                                    |
| ----------------------------------------------------------------------------- | --- | -------------------------------------------------------------- | -------------------------------------------------------------------------------- | ------------------------------------------------------------- |
| - チャスカ - 郡庁所在地 - カーバー - チャンハッセン - コローニュ - ハンバーグ | - メイヤー - ニュージャーマニー - ノーウッドヤングアメリカ - ビクトリア - ワコニア - ウォータータウン | - ベントン - カムデン - ダールグレン - ハンコック - ハリウッド | - レイクタウン - サンフランシスコ - ワコニア - ウォータータウン - ヤングアメリカ | - オーガスタ - サンフランシスコ - ボンガーズ - アサンプション |

## 著名な出身者
- アビゲイル&ブリタニー・ヘンゼル姉妹、結合双生児
- プリンス、歌手

## 気候と気象
近年、チャスカ市の平均気温は1月に最低の4°F (-16 ℃)、7月に最高の81°F (27 ℃) を記録したが、過去最低は1970年1月の-41°F (-41 ℃)、過去最高は1988年7月の105°F (41 ℃) である。月間平均降水量は12月の0.66インチ (17 mm) から8月の5.05インチ (128 mm) まで変化する。